# Frye Island
Frye Island es un pueblo ubicado en el condado de Cumberland en el estado estadounidense de Maine. En el Censo de 2010 tenía una población de 5 habitantes y una densidad poblacional de 1,21 personas por km².

## Geografía
Frye Island se encuentra ubicado en las coordenadas 43°50′9″N 70°31′13″O / 43.83583, -70.52028. Según la Oficina del Censo de los Estados Unidos, Frye Island tiene una superficie total de 4.12 km², de la cual 3.46 km² corresponden a tierra firme y (16.04%) 0.66 km² es agua.

## Demografía
Según el censo de 2010, había 5 personas residiendo en Frye Island. La densidad de población era de 1,21 hab./km². De los 5 habitantes, Frye Island estaba compuesto por el 100% blancos, el 0% eran afroamericanos, el 0% eran amerindios, el 0% eran asiáticos, el 0% eran isleños del Pacífico, el 0% eran de otras razas y el 0% pertenecían a dos o más razas. Del total de la población el 0% eran hispanos o latinos de cualquier raza.